# Trockenwiese

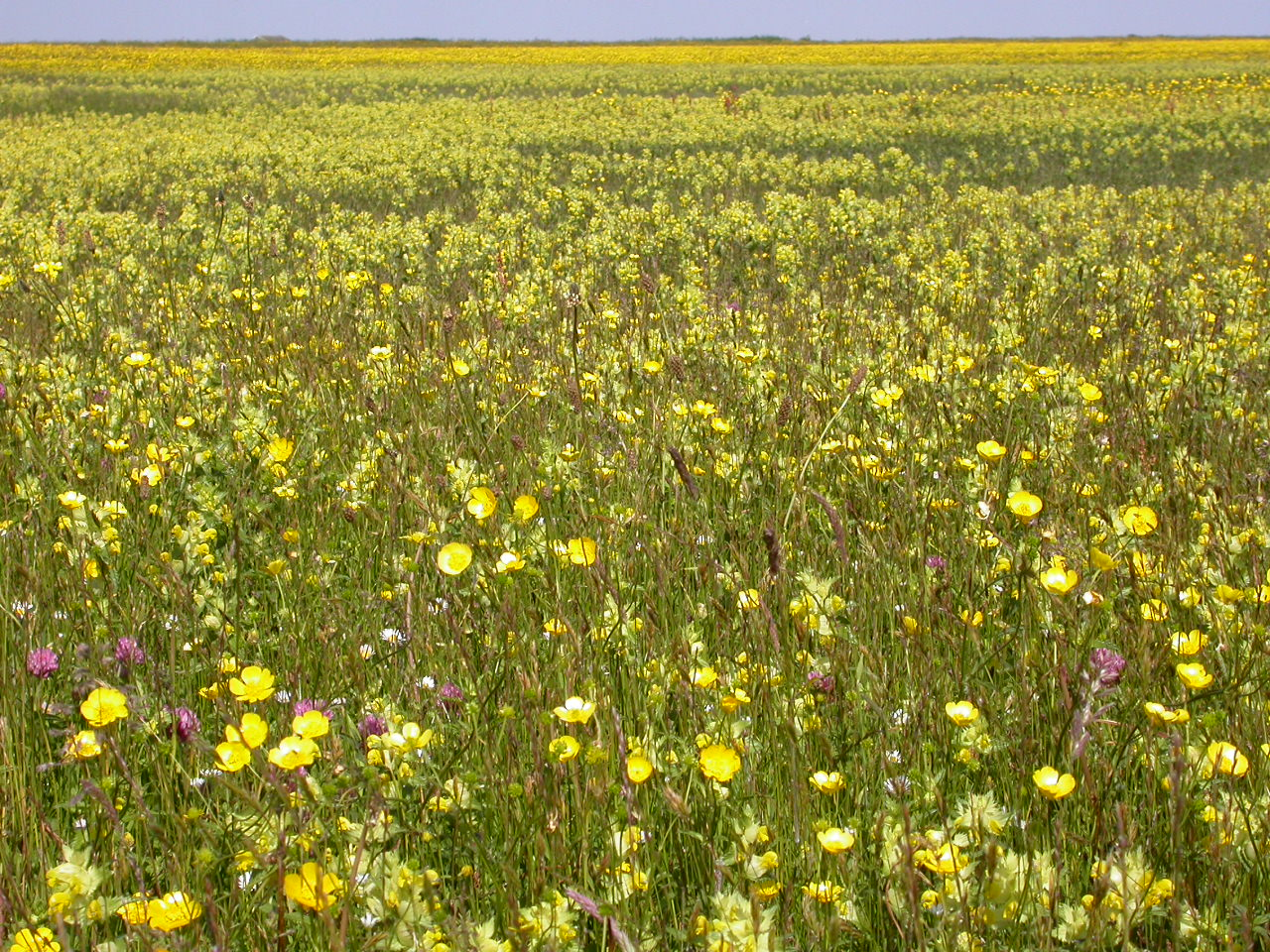
Trockenwiese mit Klappertopf, knolligem Hahnenfuß, Wiesenklee und weiteren Arten

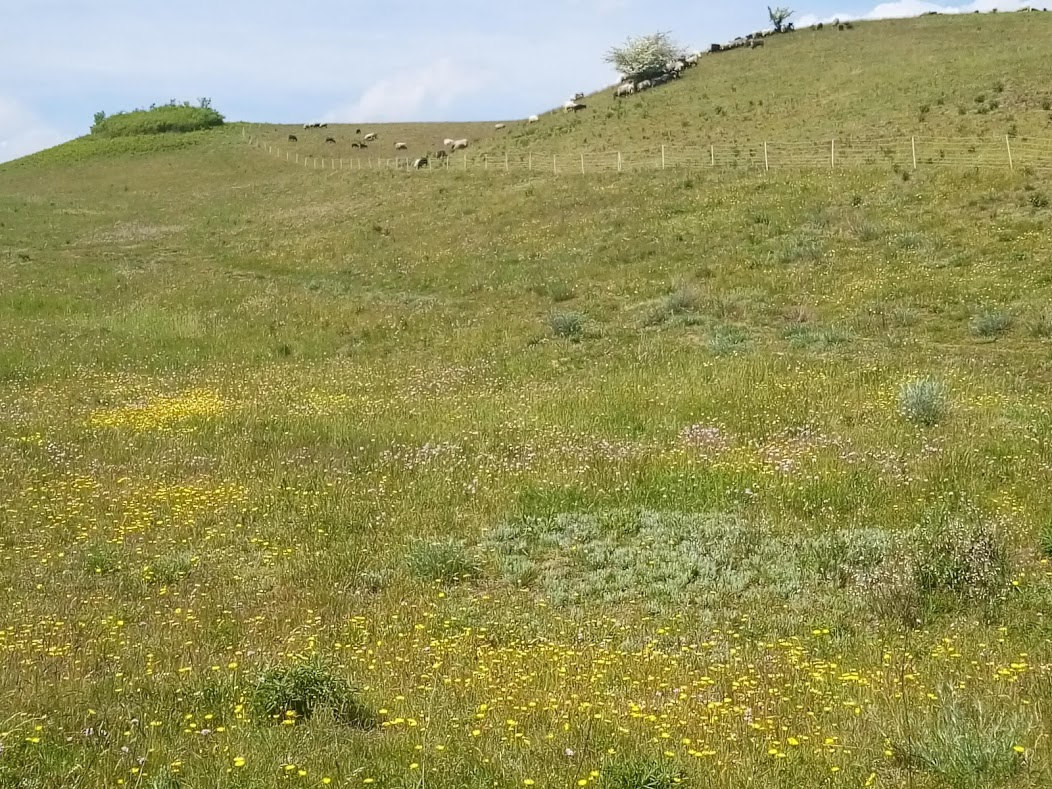
Trockenwiese im Biosphärenreservat Südost-Rügen im Frühling

Trockenwiesen ist ein Ausdruck, der häufig unspezifisch für ertragsarme, aber meist artenreiche Wiesen auf bodentrockenen Standorten verwendet wird. Oft sind aber spezifisch Bestände im Übergang zwischen Kalktrockenrasen und Glatthaferwiesen, also artenreichere Fettwiesen, gemeint. In der Schweiz wird der Ausdruck auch für alle Arten von gemähten Trockenrasen verwendet, umfasst also auch die Bestände, die im Namen der Vegetationseinheiten zu den „Steppen“ oder den „Rasen“ gerechnet werden, sofern sie nur gemäht werden. Der Gegensatz sind hier die beweideten Trockenweiden. Gemeinsam werden sie in der Schweiz unter dem Kürzel TWW zusammengefasst.

## Trockene Glatthaferwiesen
Je nach Stickstoffgehalt des Bodens gehen Kalktrockenrasen frischerer Standorte, sogenannte Halbtrockenrasen (vegetationskundlich der Verband Mesobromion) lückenlos in die magerste und trockenste Variante der Fettwiesen (vegetationskundlich zu den Glatthaferwiesen, Verband Arrhenaterion) über. In vielen Fällen sind die Glatthaferwiesen durch moderate Düngung mit Stickstoff aus Trockenrasen hervorgegangen, sie können aber auch einfach im Mosaik der Standorte die besseren (tiefgründigeren und nährstoffreicheren) Böden einnehmen. Eine solche Abfolge von ineinander übergehenden Standorten wird auch Catena genannt. Regional können solche Übergangsbestände so zwischen den reinen Typen stehen, dass eine Zuordnung kaum möglich ist, wie zum Beispiel im Nationalpark Thayatal (Österreich). Charakteristisch sind einige Magerrasen-Arten wie Wiesensalbei (Salvia pratensis), Knolliger Hahnenfuß (Ranunculus bulbosus), Tauben-Skabiose (Scabiosa columbaria) oder Zittergras (Briza media), die in die Artenkombination der Fettwiesen eingestreut sind. Sowohl die Fettwiesenart Glatthafer (Arrhenatherum elatius) als auch die für Trockenrasen typische Aufrechte Trespe (Bromus erectus) können hohe Anteile erreichen. In der Schweiz gelten außerdem als typisch für solche Übergangsbestände: Zypressen-Wolfsmilch (Euphorbia cyparissias), Flaumiger Wiesenhafer (Helictotrichon pubescens), Magerwiesen-Margerite (Leucanthemum vulgare), Nickendes Leimkraut (Silene nutans)

## Trockenwiesen in der Schweiz
„Trockenwiesen und -weiden von nationaler Bedeutung“ (TWW) sind in der Schweiz ein Schutzobjekt des Naturschutzes. Die Bestände wurden landesweit nach einer besonderen Kartieranleitung kartiert und in einem Kataster registriert, dem Bundesinventar der Trockenwiesen und -weiden von nationaler Bedeutung (Bundesinventar nach Artikel 18a des Bundesgesetzes über den Natur- und Heimatschutz, NHG). Das Inventar zählt rund 3000 Objekte, die einem Anteil von 0,5 Prozent der schweizerischen Landesfläche entsprechen. Landwirte, die Eigentümer solcher Flächen sind, sind zu ihrem Erhalt verpflichtet, können aber für die Bewirtschaftung unter entsprechenden Auflagen Ausgleichszahlungen aus öffentlichen Mitteln beanspruchen. Zu den Trockenwiesen in diesem Sinne gehören eine Vielzahl unterschiedlicher Vegetationseinheiten, darunter Kalktrockenrasen, Steppenrasen, alpine Rostseggen-, Goldschwingel-, Buntschwingel- und Blaugrasrasen, Borstgrasrasen, trockene, artenreiche Fettwiesen.